# Peanova krivulja
Peanova krivulja je prva opisana beskonačno gusta krivulja, pa se ponekad sve beskonačno guste krivulje nazivaju Peanovim krivuljama. Opisao ju je 1890. godine talijanski matematičar Giuseppe Peano. Krivulja je dobila poseban značaj u definiranju kompleksnog integrala.

## Konstrukcija
Nulta i prva iteracija su zadane takve kakve jesu. Druga se iteracija tvori tako da se u prvoj iteraciji pronađe svaki segment sličan krivulji iz nulte iteracije i zamijeni se cijelom prvom iteracijom. Daljnja se konstrukcija može shvatiti na dva načina, iako je rezultat potpuno isti:
- n-tu iteraciju dobijemo ako u iteraciji br. n-1 svaki segment sličan krivulji iz nulte iteracije zamijenimo cijelom prvom iteracijom.
- n-tu iteraciju dobijemo ako u iteraciji br. n-1 svaki segment sličan krivulji iz iteracije br. n-2 zamijenimo cijelom iteracijom br. n-1.

Peanova krivulja nastaje nakon beskonačno mnogo iteracija.